# Židovský hřbitov v Bzenci
Židovský hřbitov je situován ve městě Bzenec v okrese Hodonín. Od roku 1988 je chráněn jako kulturní památka.

## Historie a popis
Hřbitov se nachází ve svahu pod městským hřbitovem v ulici Karla Čapka asi 300 m východně od náměstí Svobody. Doba jeho založení není přesně známa, pochází snad již ze středověku.
Na ploše 6214 m² se dochovalo asi 1000 náhrobků (macev), mezi nimiž jsou i cenné barokní a klasicistní náhrobní kameny. Nejstarší z nich pocházejí z přelomu 17. a 18. století. Některé starší náhrobky byly v době socialismu použity pro vyrovnání terénu v přístupové zóně.
Zdejší obřadní síň byla postavena v roce 1909, po druhé světové válce dlouhodobě sloužila jen jako sklad. Na přelomu 70. a 80. let proběhla rekonstrukce budovy.
Bzenecká židovská komunita sice přestala existovat již v roce 1940, pohřbívalo se zde však ještě po druhé světové válce. V roce 1956 byl u obřadní síně odhalen památník obětem holokaustu.

### 21. století
V roce 2000 byla budova převedena na Židovskou obec Brno, roku 2003 se vlastníkem hřbitova stala Federace židovských obcí v ČR, udržuje ho firma Matana a.s. Roku 2019 proběhla rekonstrukce obřadní síně, během níž byla pod bílým nátěrem objevena původní výmalba.
Prohlídku celého areálu si lze domluvit v otevírací době místního informačního centra.

## Galerie

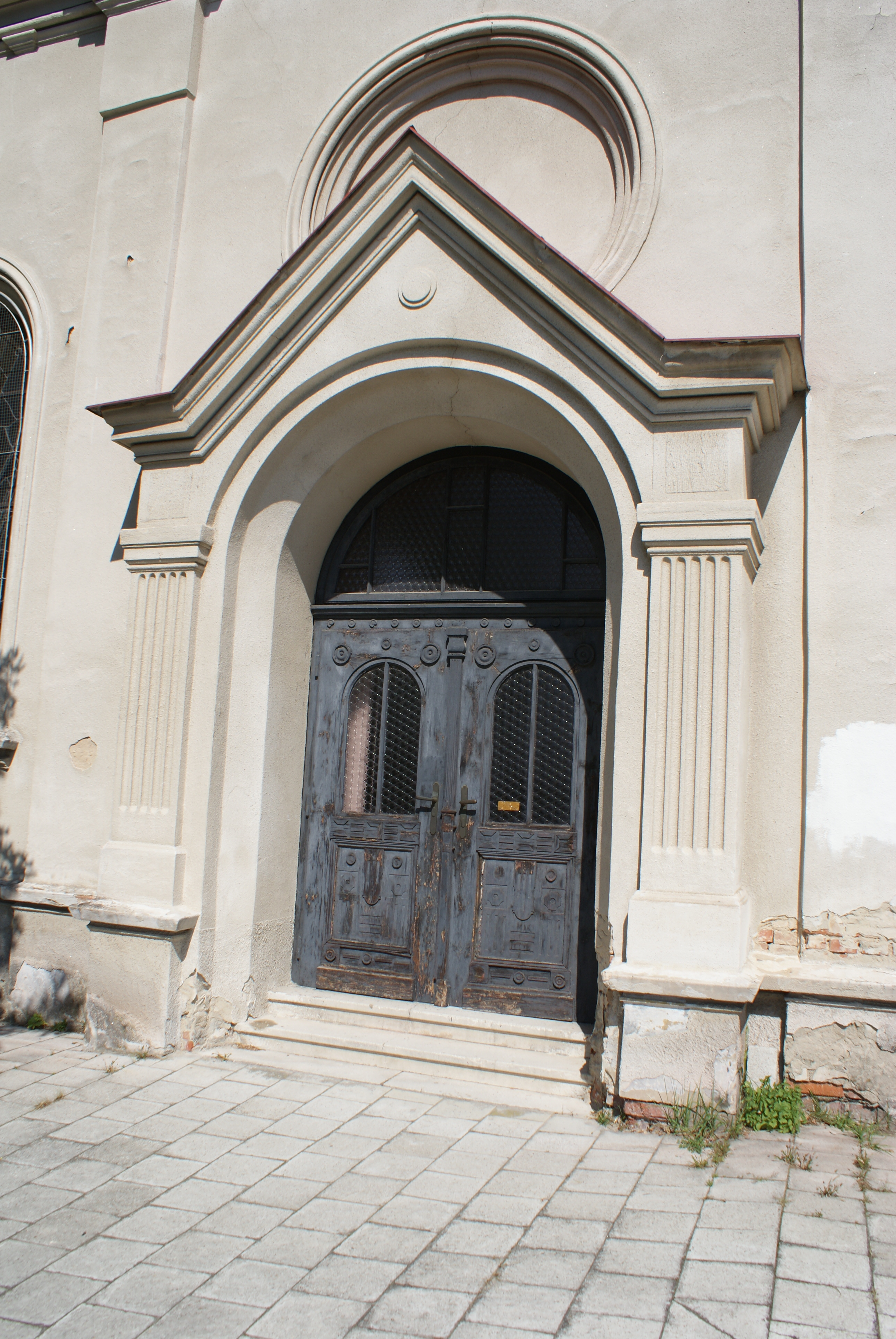
Detail vstupu do areálu přes obřadní síň
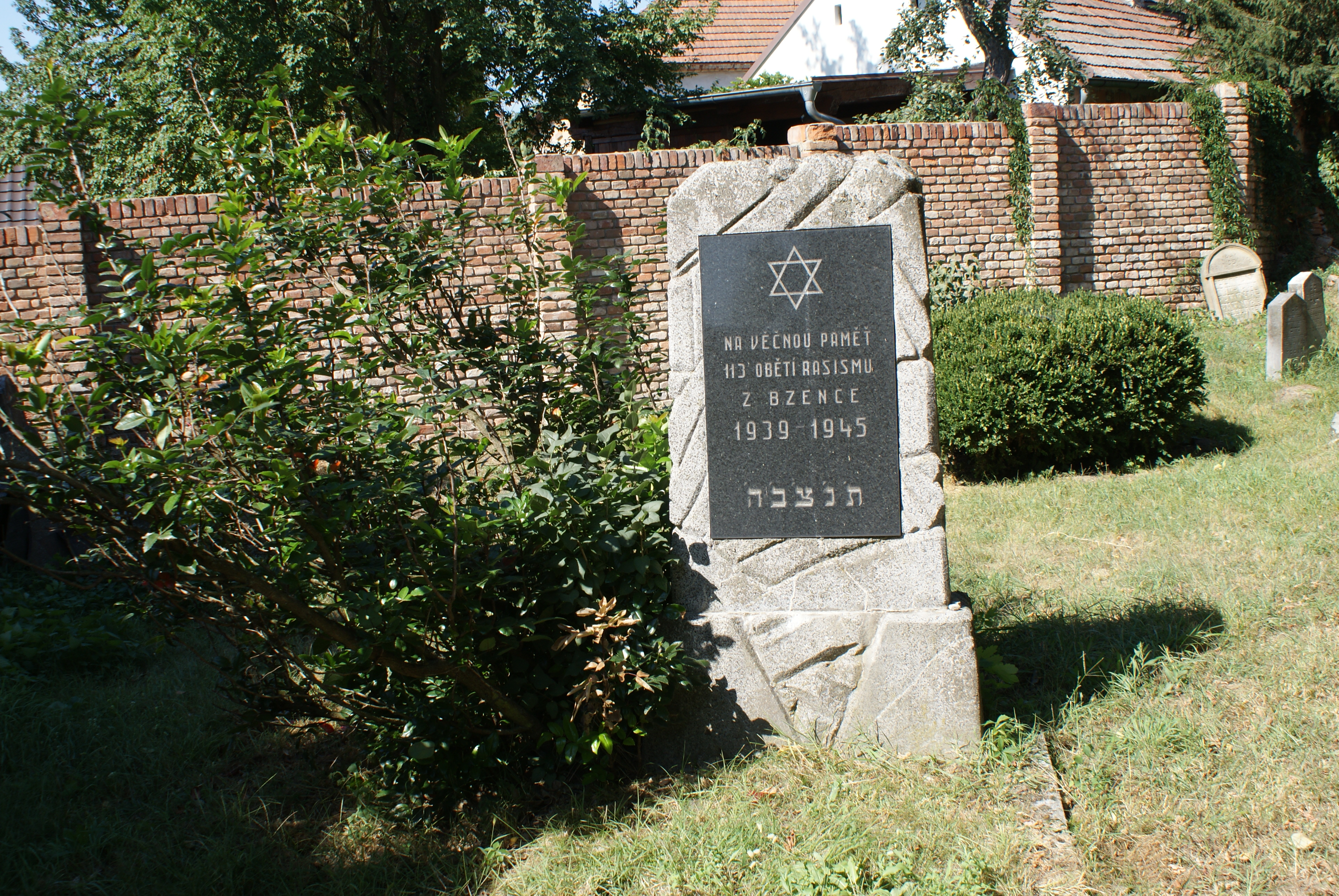
Pomník obětem holokaustu
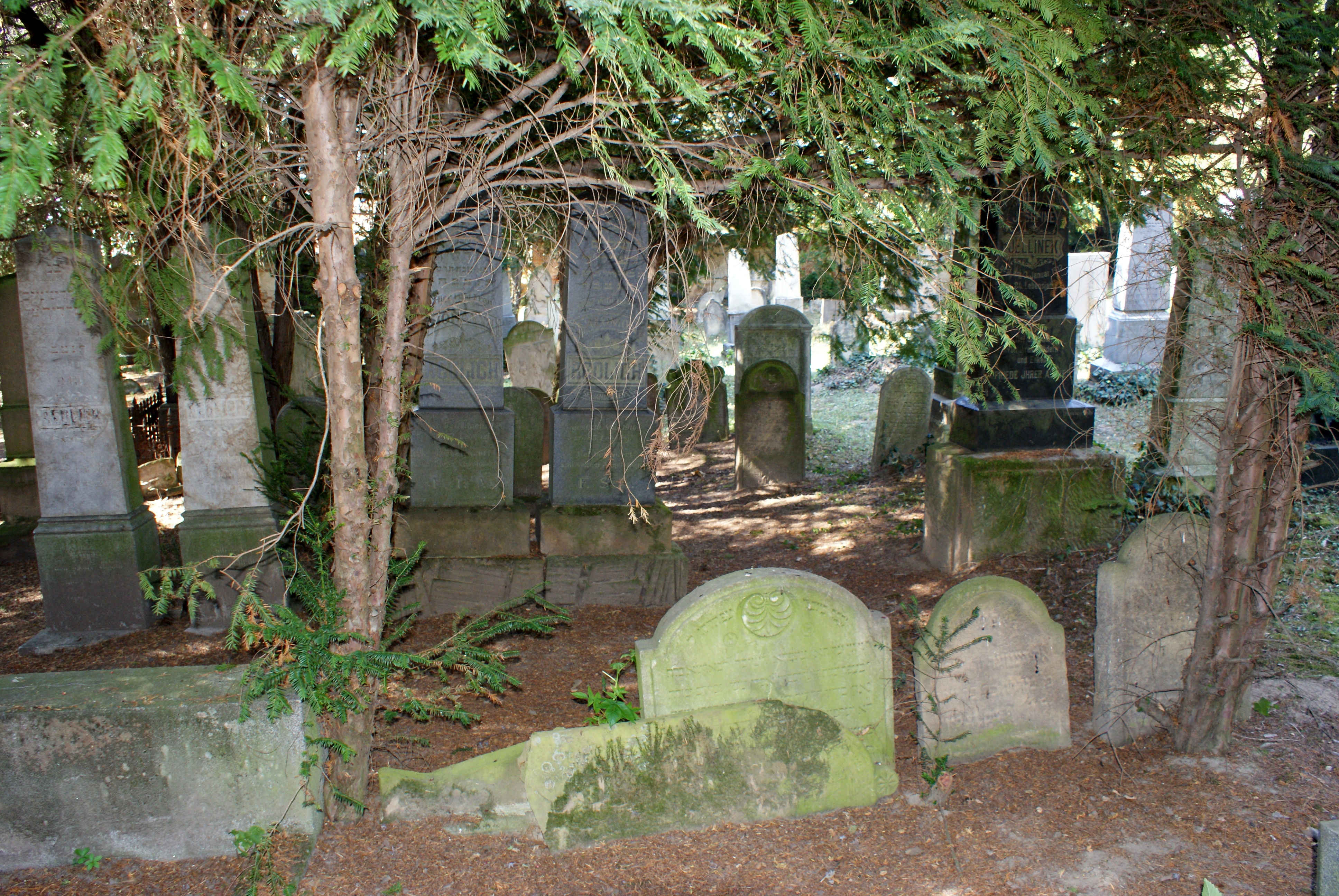
Starší (v popředí) a moderní náhrobky
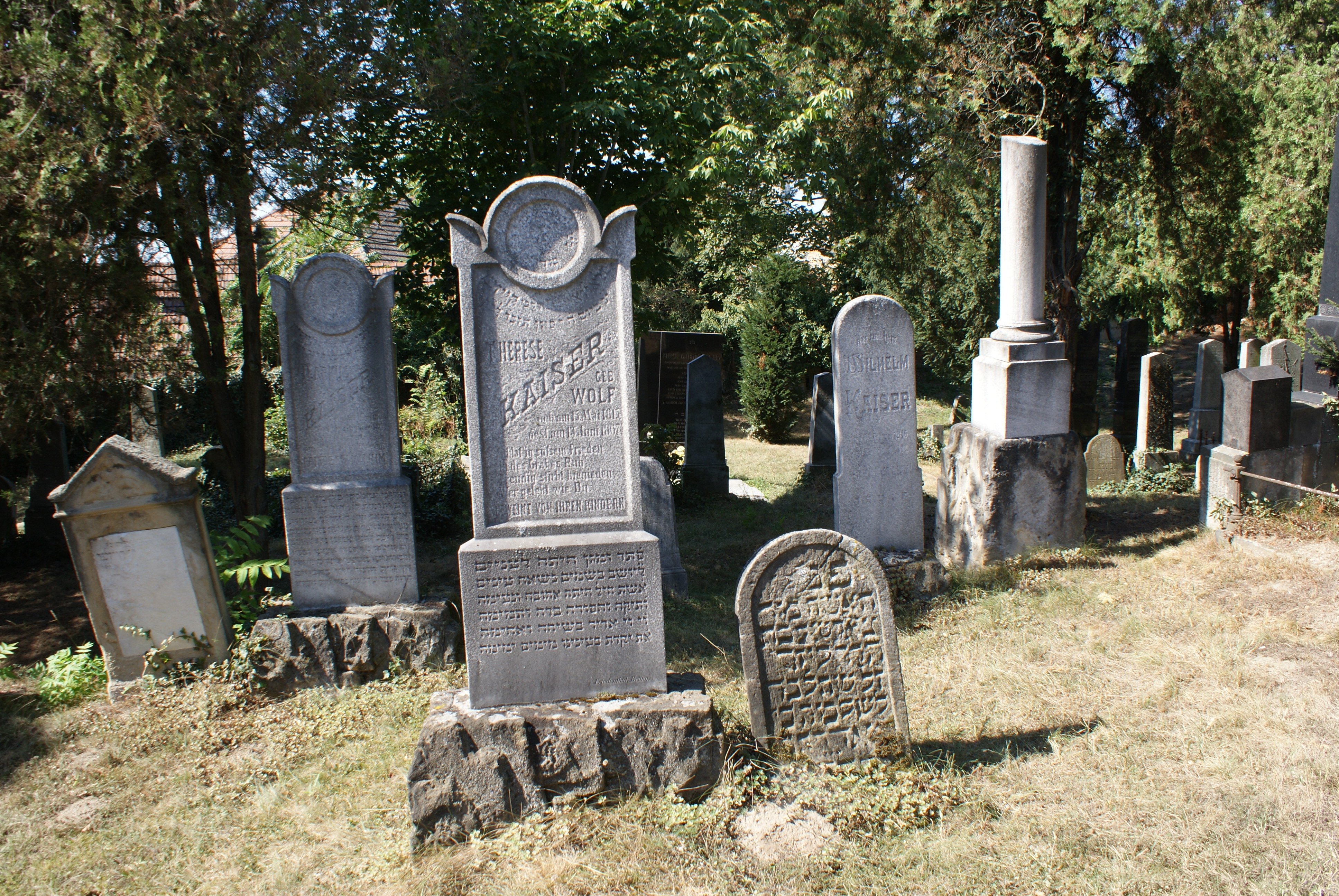
Náhrobky s hebrejskými i německými nápisy